# Beeskow
Beeskow település Németországban, azon belül Brandenburgban. Lakosainak száma 8272 fő (2023. december 31.).

## Fekvése
Frankfurttól délnyugatra fekvő település.

## Története
Beeskow alapítói és első birtokosai a 13. században élő Strele lovagok voltak. Nevét 1316-ban említették először. Egykori várának és a városnak falai nagyrészt máig érintetlenek, mely nagyrészt annak köszönhető, hogy 1375-ben lepratelep volt Beeskownál, "Fürstenwalder tornyát", melynek nyomai máig kimutathatók, Szent Miklós- tiszteletére szentelték. A kísérő kápolnát 1486-ban építették újjá.
A késő középkorban a város többször is gazdát cserélt. A 14. század vége felé Beeskow  Swantibor Pomerániai herceg tulajdonában volt. Ezután többek között a Bieberstein családhoz tartozott (utolsó 1512-1551). 1518-ban pedig Beeskow a Lebuser püspökök tulajdonában volt .
Miután a Bieberstein család 1551-ben kihalt, a cseh király és I. Ferdinánd Brandenburgi őrgróf, öt évvel később pedig a Beeskow és Storkow uradalmakhoz került. 1600-ban Beeskow végre Brandenburg teljes részévé lett.
A városban két nagy tűzvész is volt: a 16-17. század körül a város felújításakor szinte teljesen megsemmisült.
A 19. században főleg a ruhaipar és a sörgyártás terén indult meg gazdasági fellendülés.
1888. május 15-én pedig a város csatlakozott a német vasúti hálózathoz is.
A Pallas nagy lexikona már 1890-ben így írta le a települést: "járási székhely Potsdam porosz kerületben, a hajózható Spree partján, 3821 lakossal, keményítő gyárakkal és gőzmalommal, régi erődítések romjaival.

## Galéria

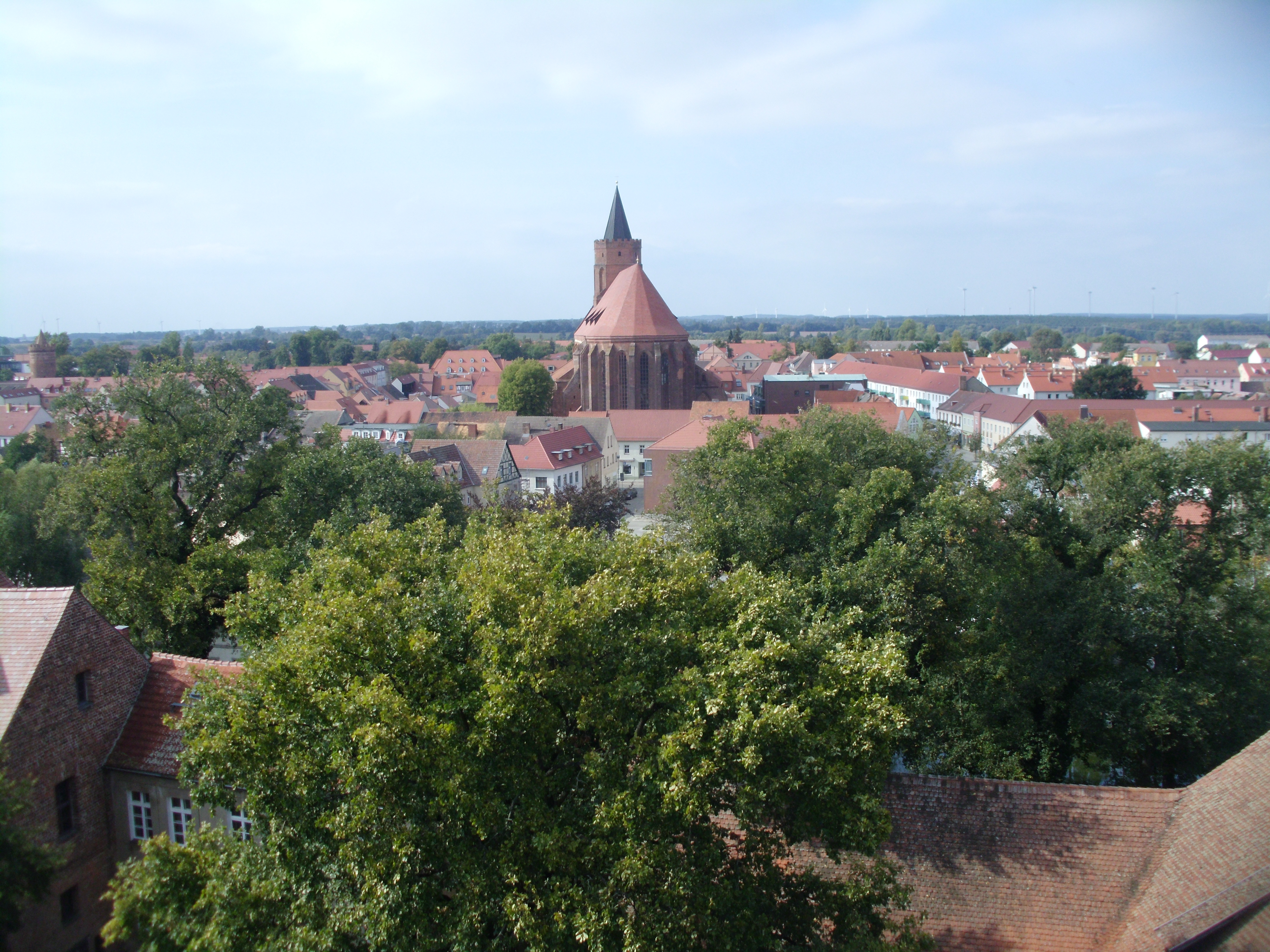
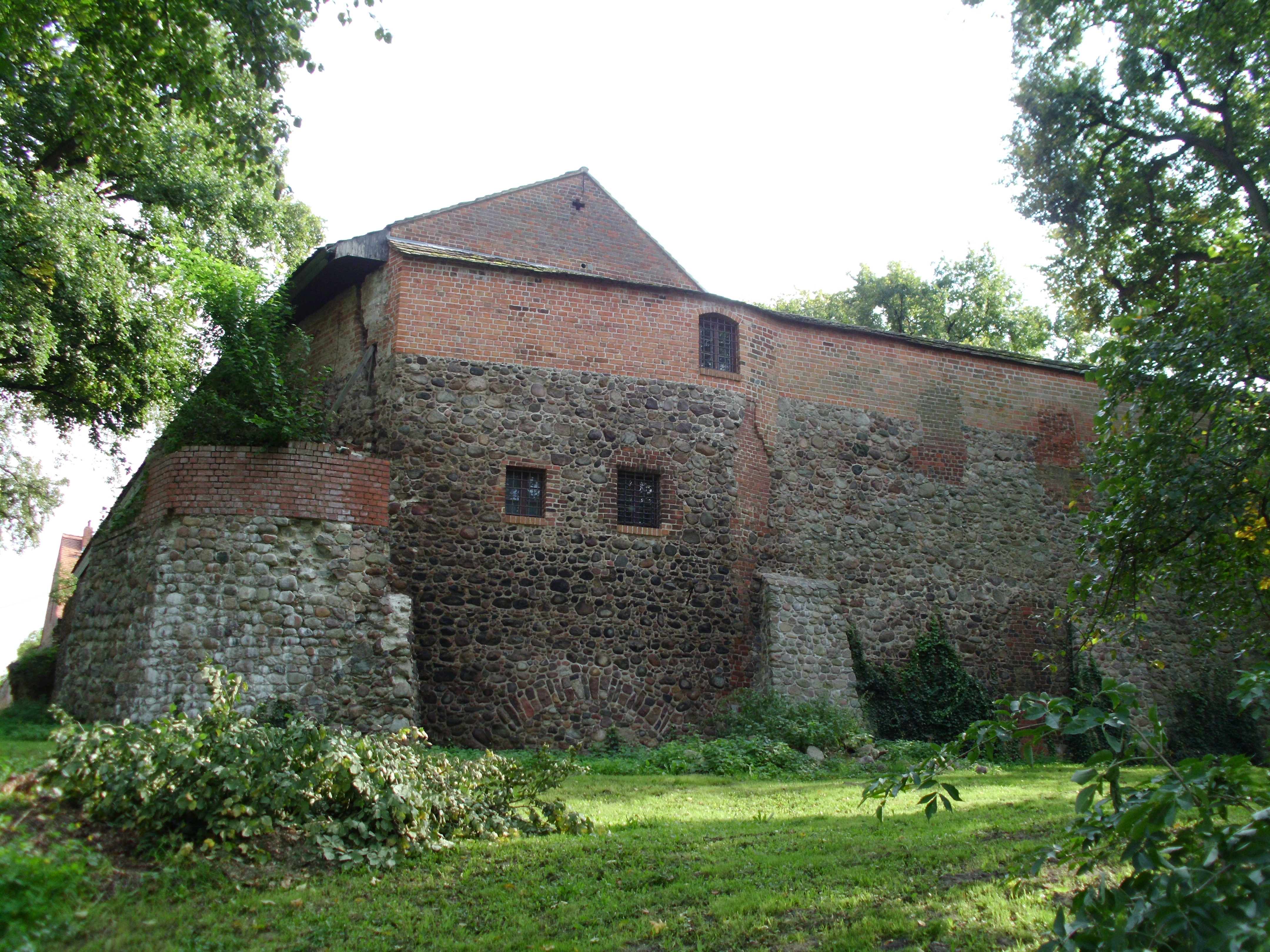
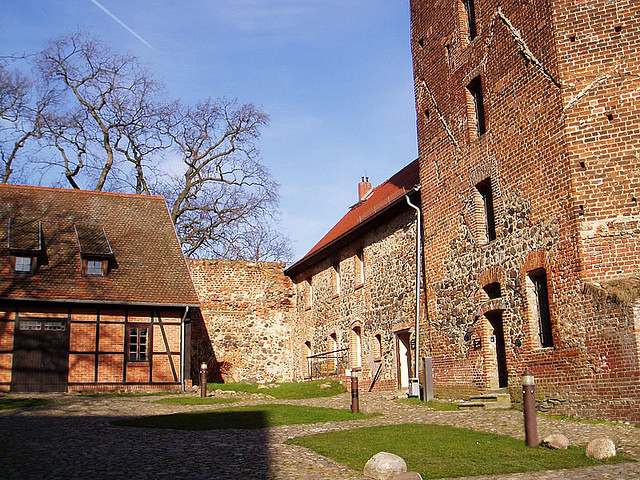
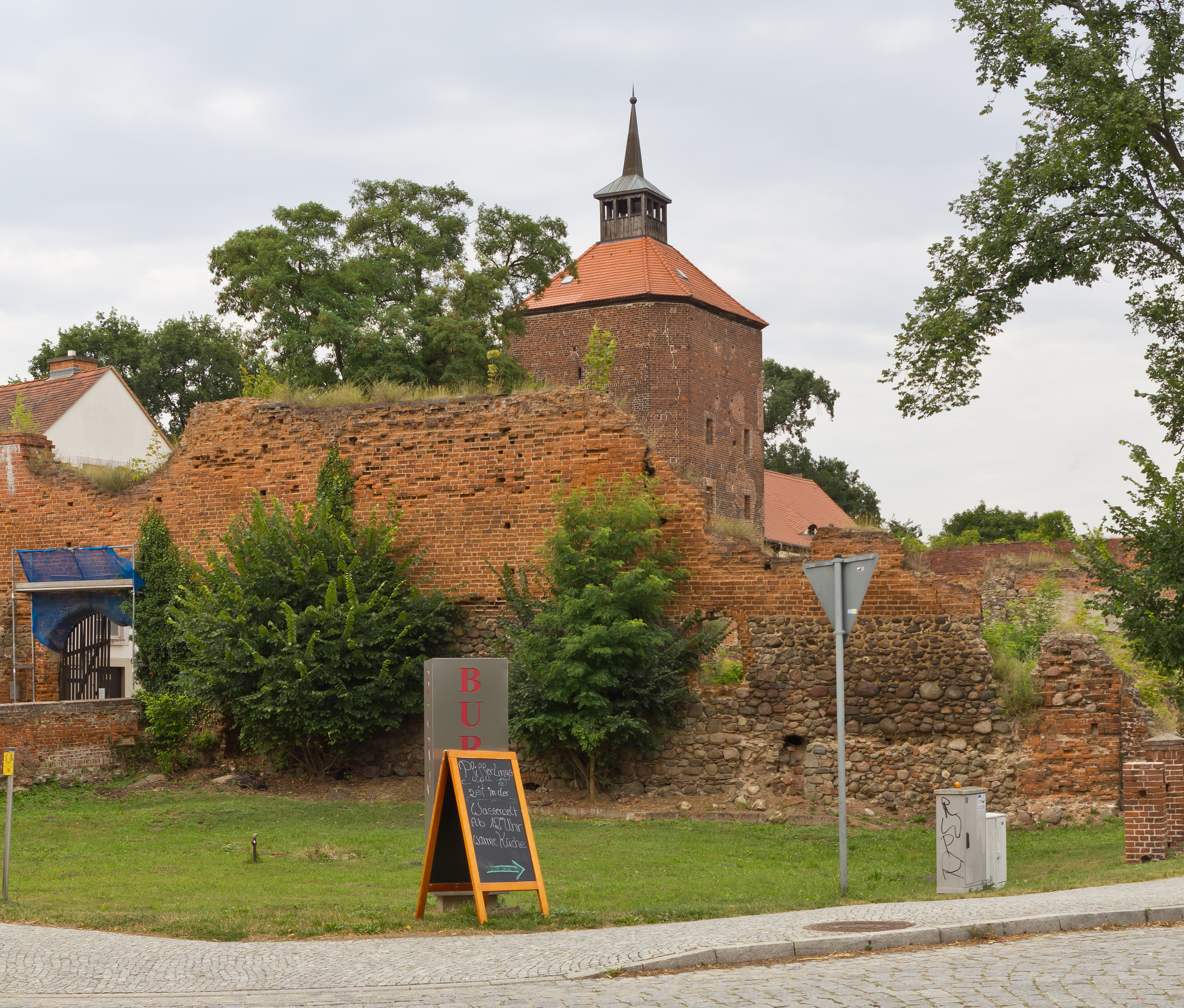
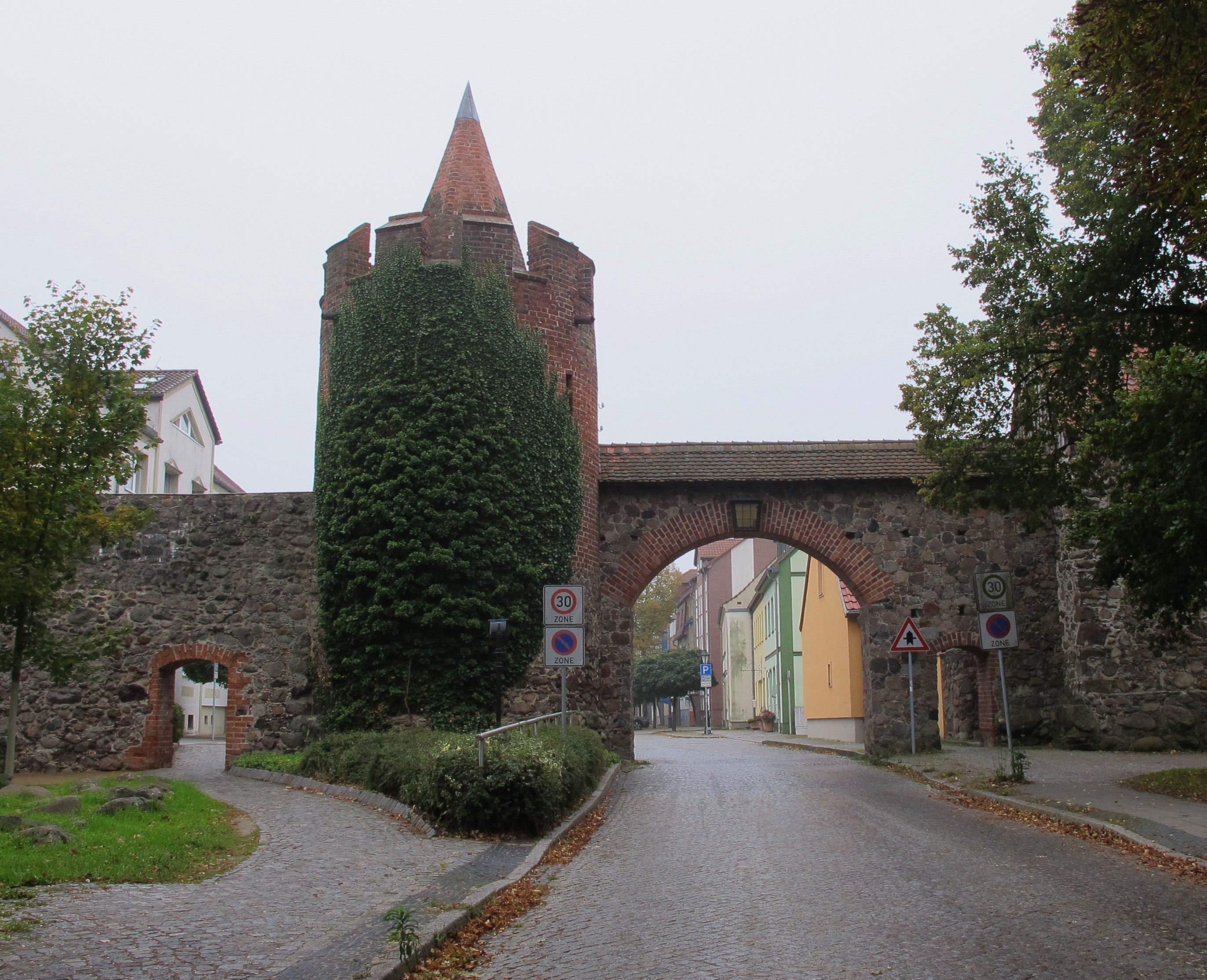
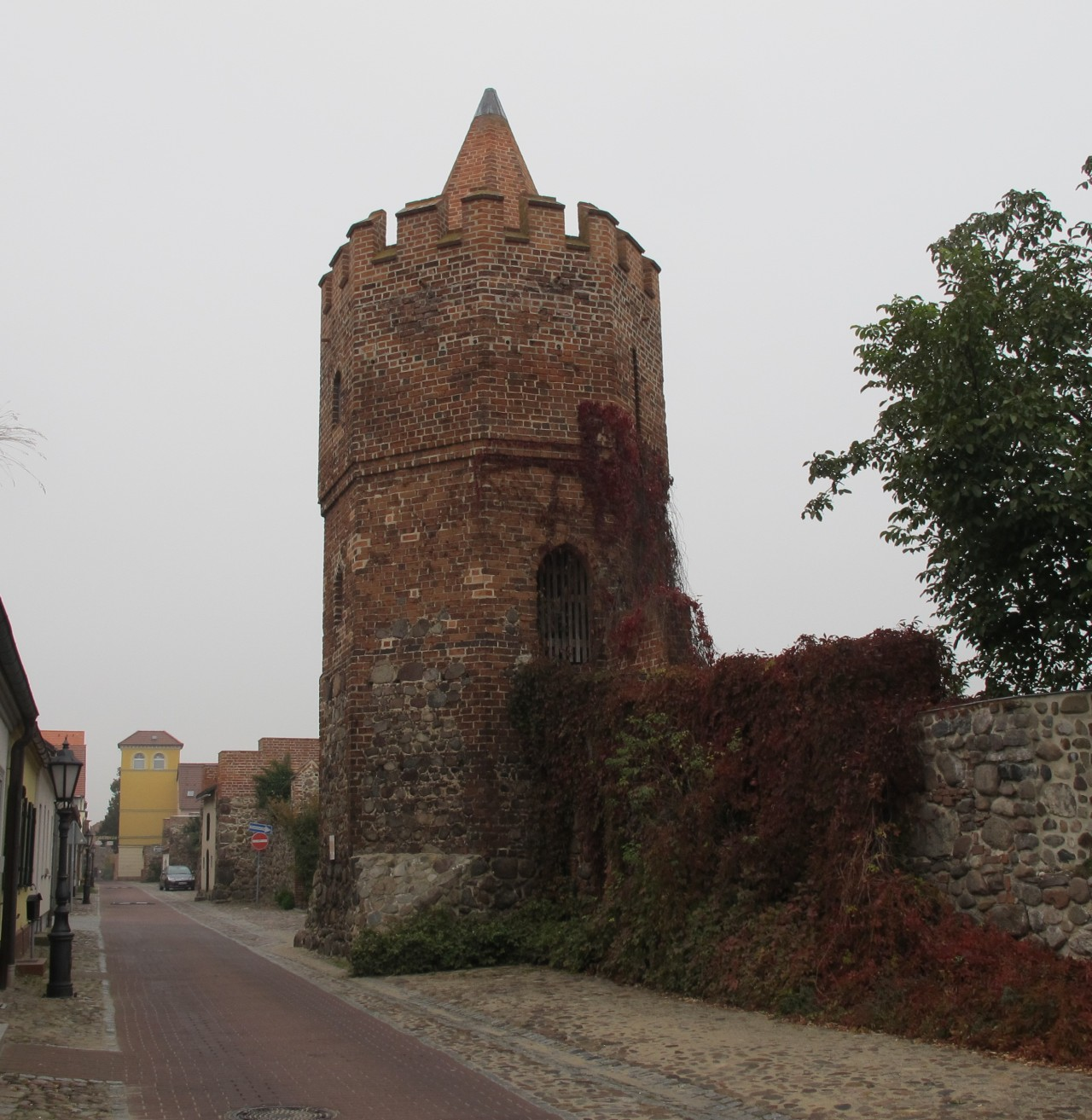
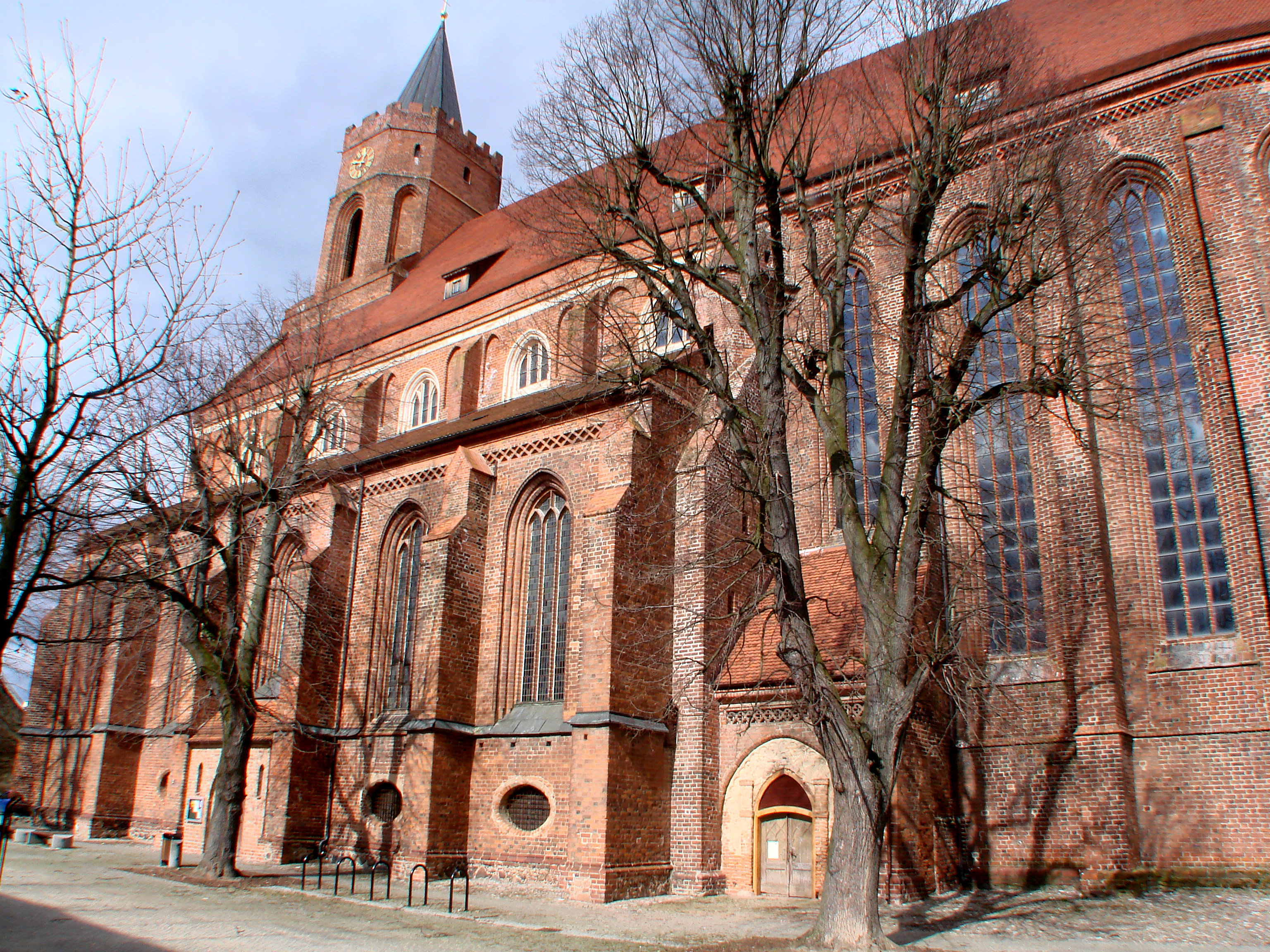
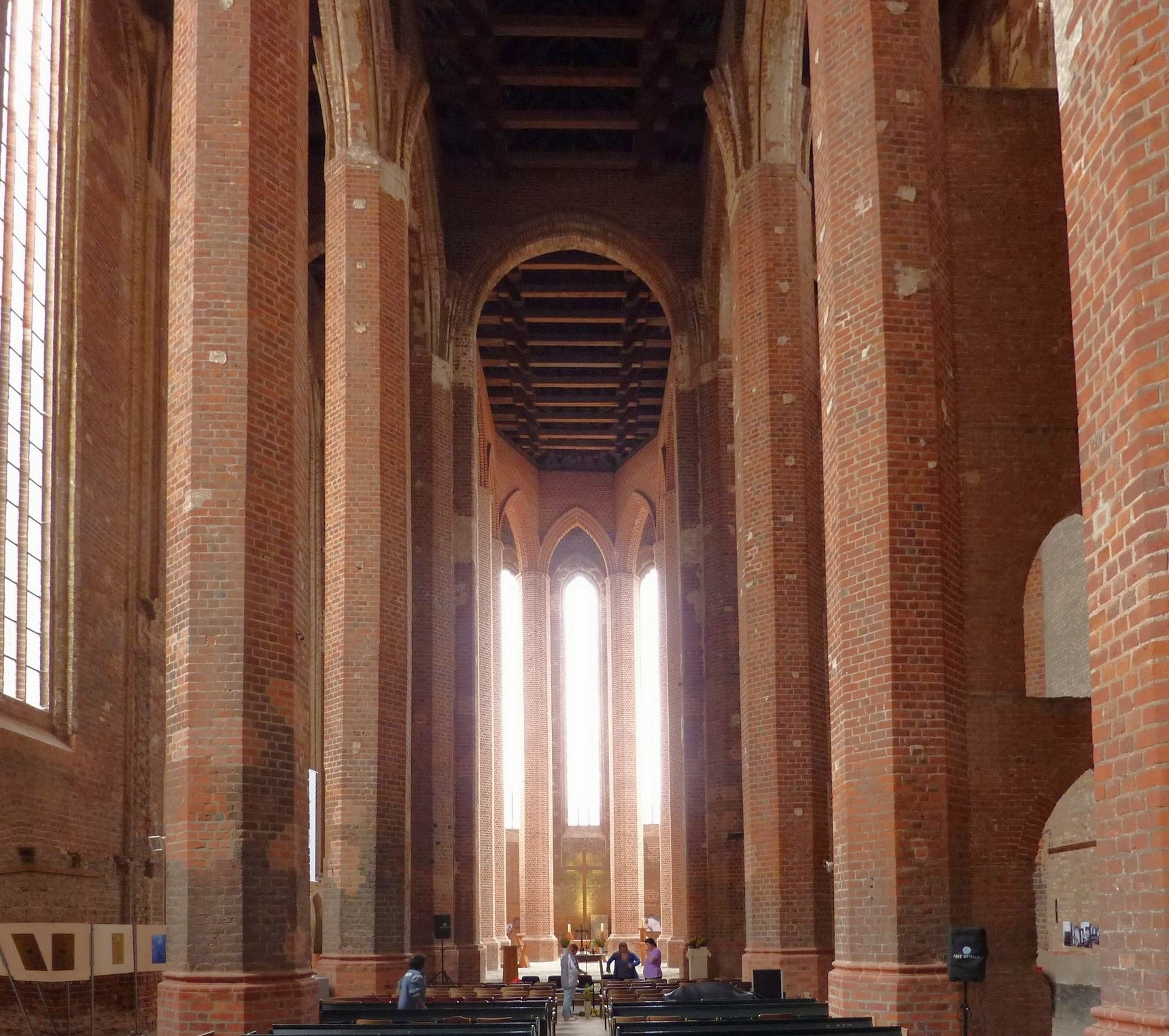
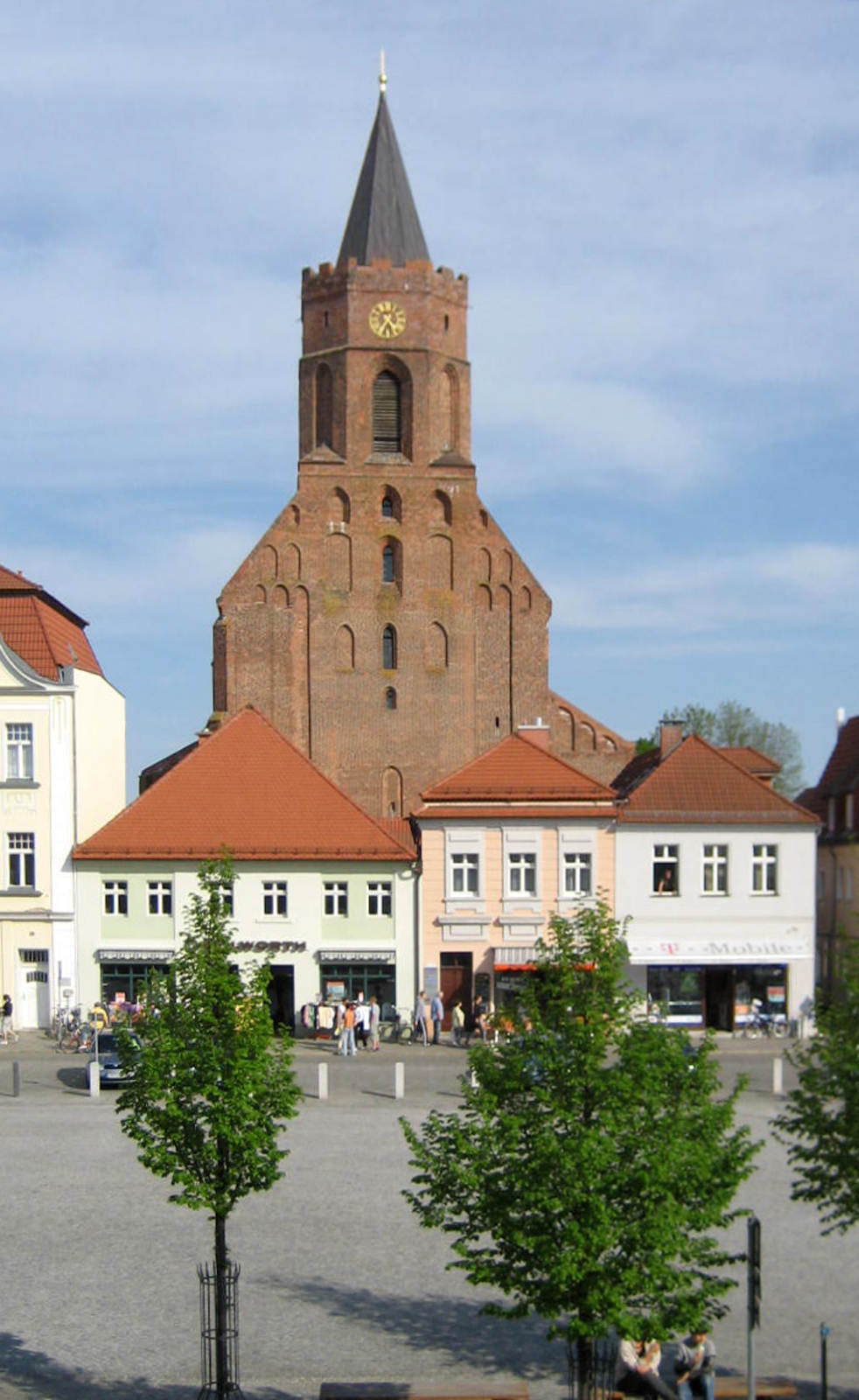
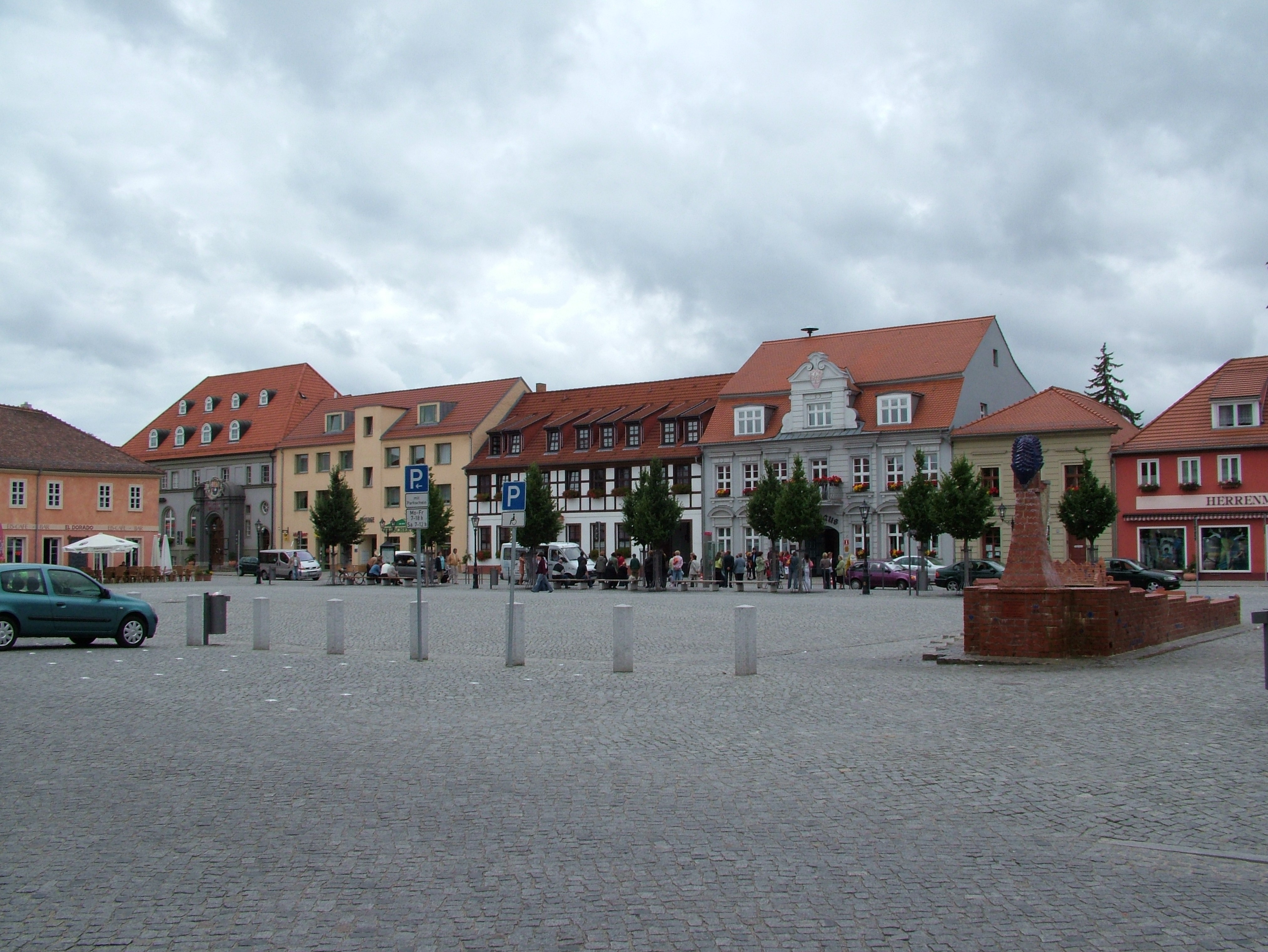
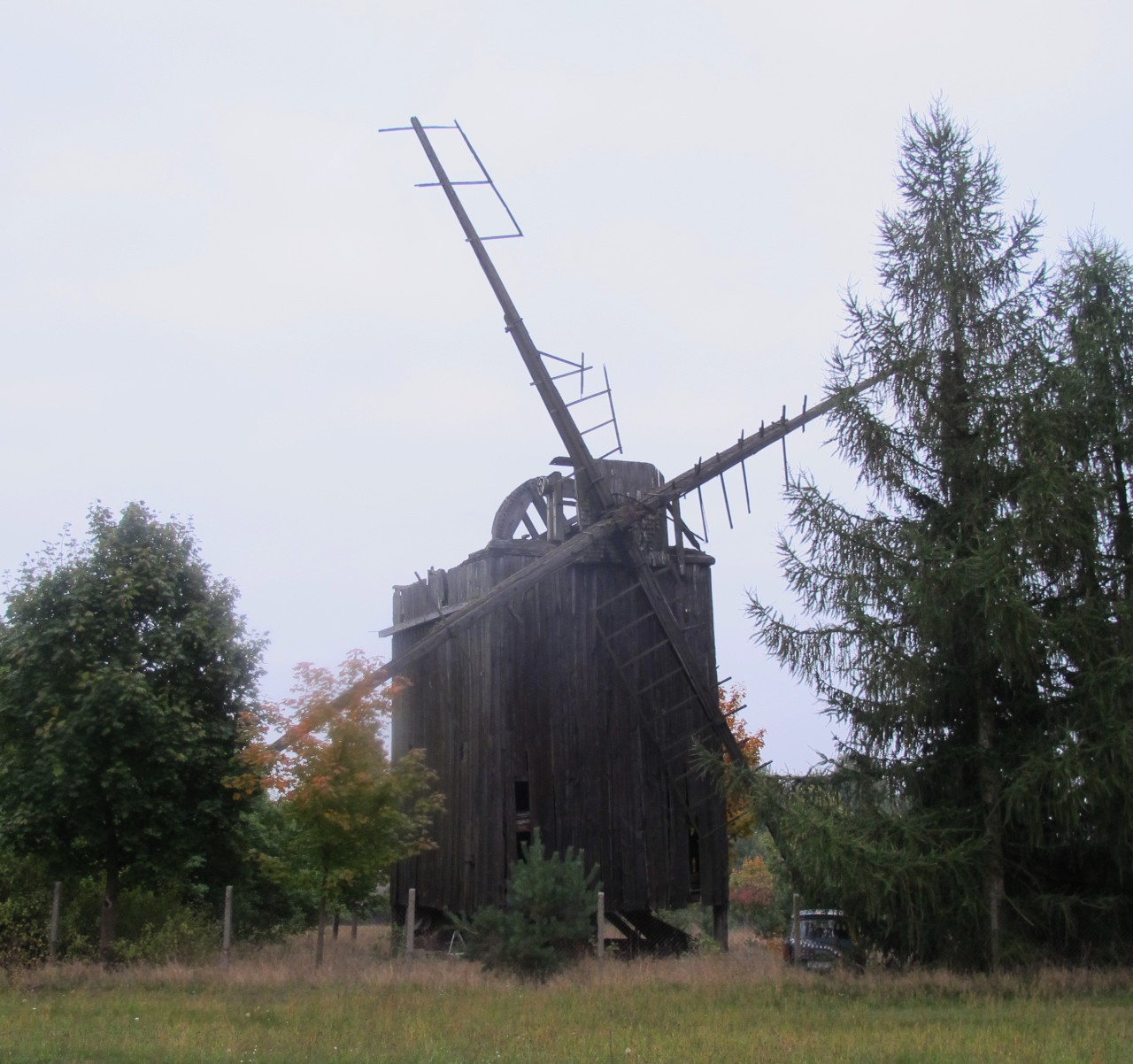
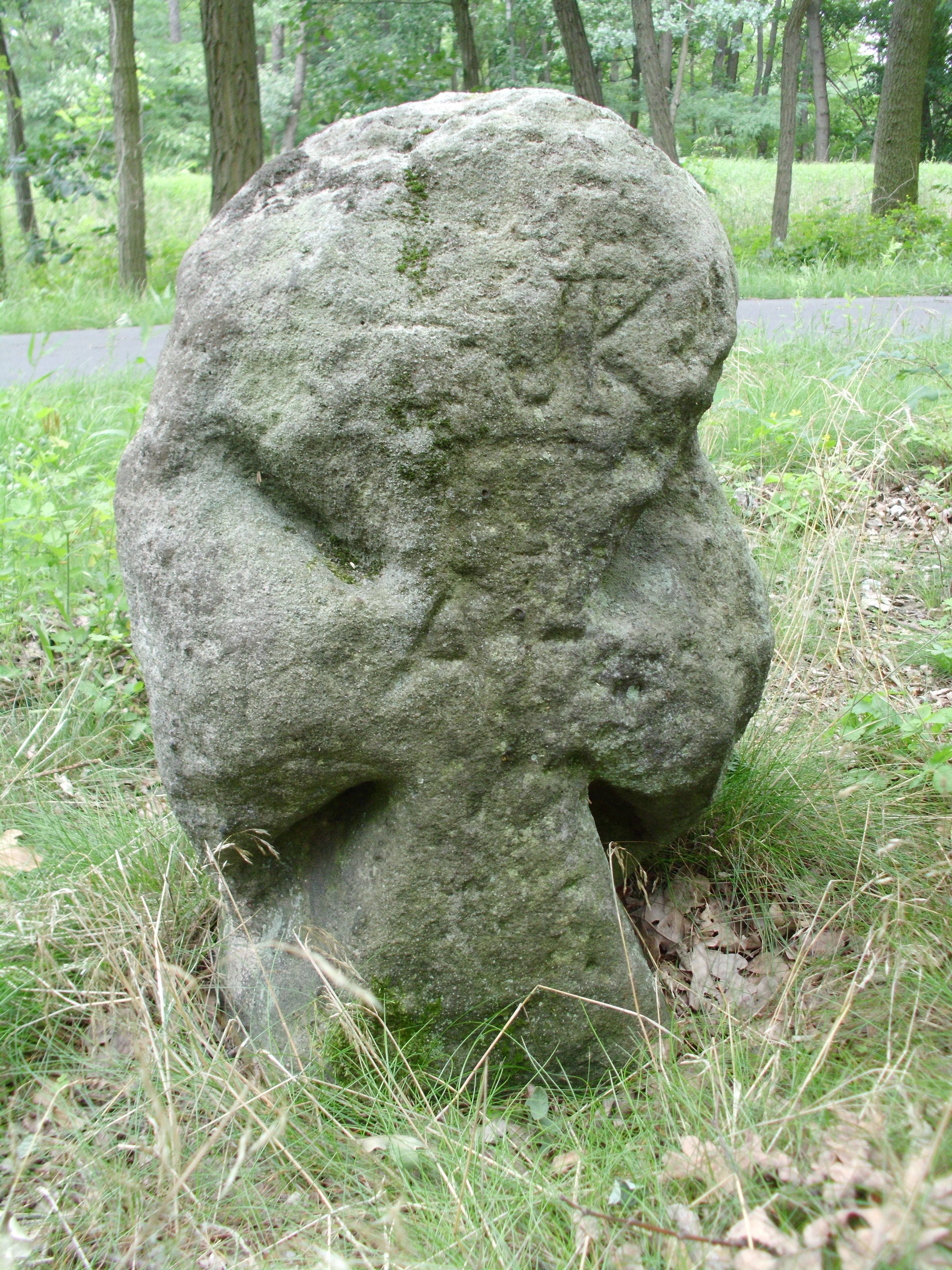

## Nevezetességek
- Vár
- Szélmalom
- Máriatemplom (Kirche St. Marien)